# Pilot (skrawanie)

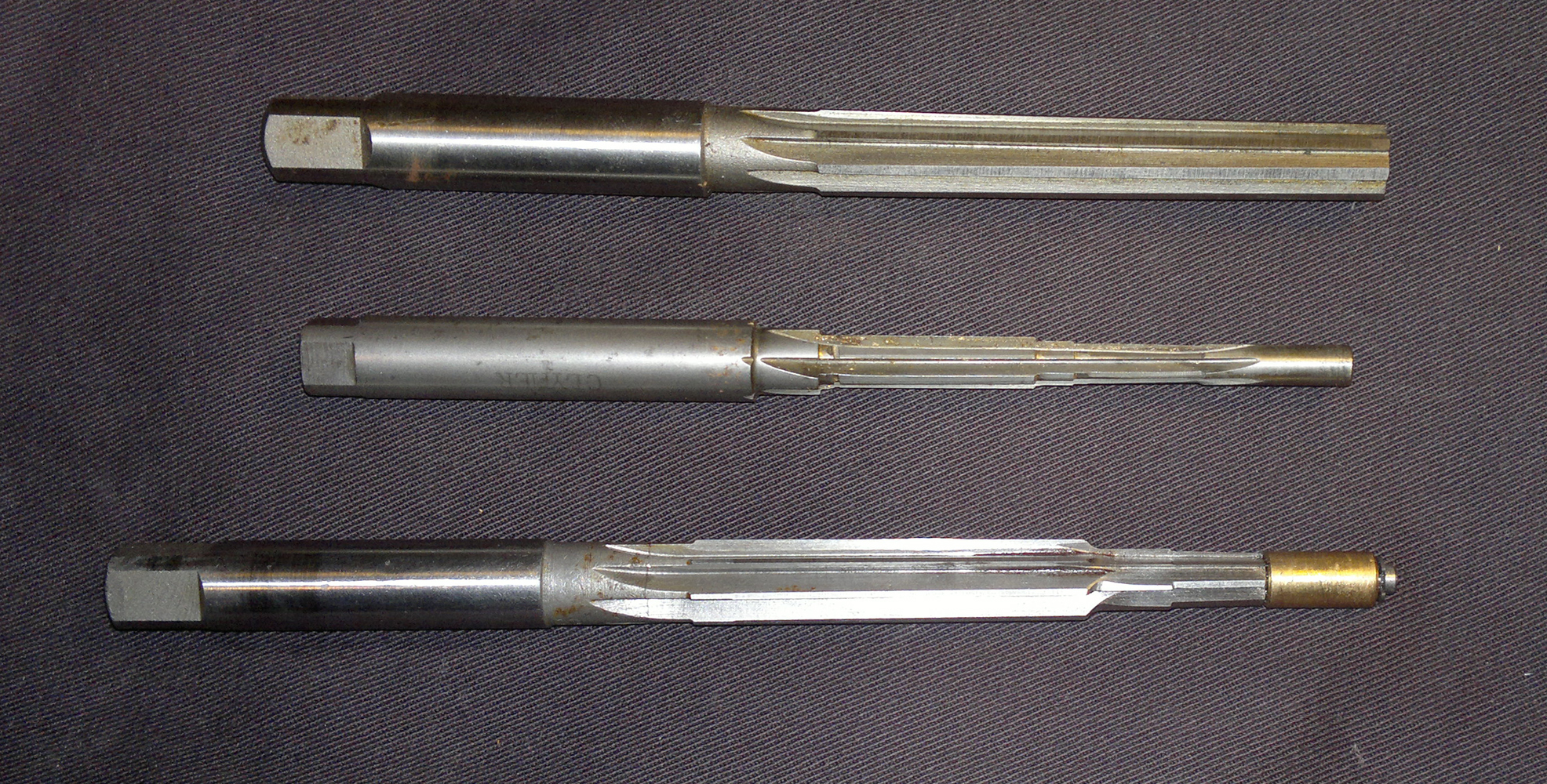
Rozwiertaki, od góry: bez pilota, z pilotem stałym i pilotem ruchomym

Pilot – niewielka tuleja (pilot ruchomy) nakładana na narzędzie skrawające lub cylindryczny odcinek (pilot stały) narzędzia – najczęściej wiertła, rozwiertaka lub freza – ułatwiająca utrzymanie narzędzia w osi obrabianego otworu. Narzędzie może mieć jeden pilot umieszczony przed ostrzami skrawającymi, jeden pomiędzy ostrzami a chwytem lub oba.